# Turnbull Thomson Falls
Die Turnbull Thomson Falls sind ein Wasserfall im Mount-Aspiring-Nationalpark in der Region Otago auf der Südinsel Neuseelands. Er liegt im Lauf des Kitchener River, der wenige Kilometer hinter dem Wasserfall in östlicher Fließrichtung an der Junction Flat in den östlichen Zweig des Matukituki River mündet. Seine Fallhöhe beträgt rund 370 Meter.